# John McClelland (naturaliste)
Pour les articles homonymes, voir McClelland et John McClelland.
John McClelland est un médecin et un naturaliste britannique, né en 1805 et mort en 1883.

## Biographie
Il visite Assam en 1835–1836 avec le médecin et botaniste danois Nathaniel Wallich (1786–1854) et le médecin et naturaliste britannique William Griffith (1810–1845), la Compagnie anglaise des Indes orientales leur ayant confié la mission d’évaluer la possibilité d’y introduire la culture du thé. Cette expédition leur permet de récolter des animaux et des spécimens botaniques. Cette collection, enrichie de 186 illustrations réalisées par des artistes locaux, est jointe au rapport que McClelland fait parvenir à la Compagnie. Les oiseaux et les mammifères sont étudiés par Thomas Horsfield (1773–1859), ce dernier décrit 96 espèces d’oiseaux, dont 26 nouvelles pour la science, dans une publication présentée à la Zoological Society of London en 1840.

## Source
- E.C. Dickinson (2003). Systematic notes on Asian birds. 38. The McClelland drawings and a reappraisal of the 1835–1836 survey of the birds of Assam, Zoologische Verhandelingen, 344 : 63–106.  (ISSN 0024-1652)